# Bembidion maculiferum
Bembidion maculiferum is een keversoort uit de familie van de loopkevers (Carabidae). De wetenschappelijke naam van de soort is voor het eerst geldig gepubliceerd in 1868 door Gemminger & Harold.